# Vanessa Lackschéwitz
Vanessa Lackschéwitz (* 1969) ist eine deutsche Filmproduzentin.

## Leben
Vanessa Lackschéwitz studierte Politologie, Jura und Soziologie an der Johann Wolfgang Goethe-Universität Frankfurt am Main. Zu jener Zeit war sie u. a. freie Mitarbeiterin bei den Dokumentarfilmern „Focus Film“ und als Praktikantin beim Hessischen Rundfunk. Mit ihrem Abschluss 1998 kam sie als Produzentin zu FFP New Media. Hier produzierte sie über 70 Fernsehfilme, darunter die Rosamunde Pilcher-Reihe und Das Kindermädchen. Seit April 2022 ist Vanessa Lackschéwitz Produzentin bei der Bantry Bay Productions und Rosebank AG.

## Filmografie (Auswahl)
- Seit 2000: Rosamunde Pilcher (Fernsehreihe)
- 2001: Jenseits des Regenbogens
- 2010: Tulpen aus Amsterdam
- 2012: Wiedersehen in Malaysia
- 2014: Liebe am Fjord – Die Frau am Strand
- 2015: Wahlversprechen und andere Lügen
- 2015: Liebe, Diebe, Diamanten
- Seit 2017: Das Kindermädchen (Fernsehreihe)
- 2023: Die Augenzeugen (Fernsehserie, ausführende Produzentin)